# Грчки олимпијски комитет
Грчки олимпијски комитет (грч. Ελληνική Ολυμπιακή Επιτροπή) је национални олимпијски комитет Грчке. Као један од најстаријих на свету, представља грчке спортисте на олимпијским играма и осталим мањим спортским догађајима. Чланови Комитета су 27 спортских савеза, који бирају Извршни одбор у саставу председника и шест чланова. Његово седиште налази се у атинском предграђу Халандри.

## Историја
Историја Грчког олимпијског комитета уско је повезана са историјом оживљавања Олимпијских игара. Основан је 3. фебруара 1894. године у Атини под именом Комитет олимпијских игара (грч. Επιτροπής Ολυμπιακών Αγώνων, Е. О. А.), а 1895. године постао је члан Међународног олимпијског комитета. Е. О. А. је организатор првих Летњих олимпијских игара 1896. на обновљеном стадиону Панатинако које су трајале од 6 до 15. априла.
Грчка влада је 1899. године Е. О. А. дала потпуну одговорност да сарађује са осталим спортским савезима, шири олимпијски дух и његов састав од 12 чланова којим председава председник.
Када је 5. септембра 1997. Атина изабрана за домаћина Летњих олимпијских игара 2004. на 106. сесији МОК у Лозани, 2000. године Е. О. А. мења назив у Грчки олимпијски комитет.
Од Првих Медитеранских игара 1951., Грчки олимпијски комитет је надлежан за њихово одржавање сваке четири године у склопу припрема за Олимпијске игре.
Грчки олимпијски комитет организује церемонију паљења Олимпијског пламена у древној Олимпији за свечаности Летњих и Зимских олимпијских игара, као и пут по Грчкој, пре него што пламен крене на светску турнеју све до домаћина Олимпијских игара.

## Председници
| Председник                              | Период      |
| --------------------------------------- | ----------- |
| Принц Константин                        | 1894 – 1912 |
| Краљ Константин I                       | 1913        |
| Принц Ђорђе                             | 1921 – 1922 |
| Краљ Ђорђе II                           | 1922 – 1923 |
| Георгиос Авероф                         | 1924 – 1930 |
| Јоанис Дросопулос                       | 1930 – 1936 |
| Принц Павле                             | 1936 – 1948 |
| Краљ Павле                              | 1948 – 1952 |
| Константинос Гергакопулос Јоанис Кецеас | 1953 – 1954 |
| Принц Константин                        | 1955 – 1964 |
| Принцеза Ирена                          | 1965 – 1968 |
| Теодосиос Папатанасијадис               | 1969 – 1973 |
| Спиридон Велијанитис                    | 1973 – 1974 |
| Апостолос Николаидис                    | 1974 – 1976 |
| Георгиос Атанасијадис                   | 1976 – 1983 |
| Ангелос Лемпезис                        | 1983 – 1984 |
| Ламбис Николау                          | 1985 – 1992 |
| Антониос Цикас                          | 1993 – 1996 |
| Ламбис Николау                          | 1997 – 2004 |
| Минос Кириаку                           | 2004 – 2009 |
| Спирос Капралос                         | 2009 – 2025 |
| Исидорос Кувелос                        | 2025 –      |

## Чланови МОК
| Члан                  | Период      |
| --------------------- | ----------- |
| Деметриос Викелас     | 1894 – 1899 |
| Александрос Меркатис  | 1899 – 1925 |
| Георгиос Авероф       | 1926 – 1930 |
| Николаос Политис      | 1930 – 1933 |
| Ангелос Воланакис     | 1933 – 1963 |
| Јоанис Кецеас         | 1946 – 1965 |
| Константин II Грчки   | 1963 – 1975 |
| Пирос Лапас           | 1965 – 1980 |
| Епаминондас Петралиас | 1975 – 1977 |
| Николаос Нисиотис     | 1978 – 1986 |
| Никос Филаретос       | 1981 – 2005 |
| Ламбис Николау        | 1986 – 2015 |
| Спирос Капралос       | 2019 –      |

## Извршни одбор
Извршни одбор чине:
- Председник: Исидорос Кувелос
- Чланови: Стелиос Агелудис, Емануел Колимпадис, Антонис Николопулос, Вула Козомполи

## Савези
| Савез                               | Летње или Зимске | Седиште            |
| ----------------------------------- | ---------------- | ------------------ |
| Атлетски савез Грчке                | Летње            | Неа Смирни, Атина  |
| Бадминтон савез Грчке               | Летње            | ОАКА, Атина        |
| Бициклистички савез Грчке           | Летње            | ОАКА, Атина        |
| Боксерски савез Грчке               | Летње            | Атина              |
| Веслачки савез Грчке                | Летње            | Пиреј              |
| Гимнастички савез Грчке             | Летње            | ОАКА, Атина        |
| Голф савез Грчке                    | Летње            | Глифада, Атина     |
| Једриличарски савез Грчке           | Летње            | Калитеа, Атина     |
| Кајакашки савез Грчке               | Летње            | Пиреј              |
| Карате савез Грчке                  | Летње            | Ано Лиосиа, Атина  |
| Коњички савез Грчке                 | Летње            | Маркопуло Месогеас |
| Кошаркашки савез Грчке              | Летње            | ОАКА, Атина        |
| Мачевачки савез Грчке               | Летње            | Атина              |
| Одбојкашки савез Грчке              | Летње            | Амарусион, Атина   |
| Пливачки савез Грчке                | Летње            | Неа Смирни, Атина  |
| Рвачки савез Грчке                  | Летње            | Ано Лиосиа, Атина  |
| Рукометни савез Грчке               | Летње            | Атина              |
| Стонотениски савез Грчке            | Летње            | Атина              |
| Стреличарски савез Грчке            | Летње            | Атина              |
| Стрељачки савез Грчке               | Летње            | Атина              |
| Савез Грчке за дизање тегова        | Летње            | ОАКА, Атина        |
| Савез Грчке за модерни петобој      | Летње            | Атина              |
| Савез Грчке за планинарење и пењање | Летње            | Атина              |
| Савез за зимске спортове Грчке      | Зимске           | Атина              |
| Теквондо савез Грчке                | Летње            | Атина              |
| Фудбалски савез Грчке               | Летње            | Атина              |
| Џудо савез Грчке                    | Летње            | Ано Лиосиа, Атина  |

## Објекти
Грчки олимпијски комитет управља низом спортских објеката који служе за тренинге и спортске догађаје: стадион Панатинаико, стадион Караискакис, Олимпијски водени центар у Атини, едукационим објектима Међународне олимпијске академије, музејом модерних Олимпијских игара у Олимпији и учествује у управљању олимпијског комплекса ОАКА.